# Embrioblasto

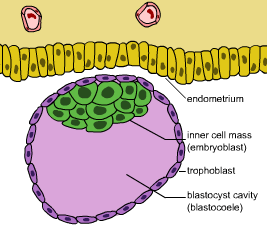
Dibujo l ala estructura celular

El embrioblasto es una estructura celular situada en un polo del blastocisto en su proceso de gastrulación, en el embrión humano de cuatro días. Se deriva de la masa celular interna de la mórula.

## Sinonimia
- Embrioblasto.
- Masa o macizo celular interna.
- Disco germinativo.
- Disco embrionario.
- Disco bilaminar o disco trilaminar.

## Estructura del embrioblasto
Al octavo día de desarrollo, el blastocisto se ha diferenciado en dos capas: 
- Hipoblasto: Forma una capa de células cúbicas ubicadas en la periferia de la cavidad del blastocisto o saco vitelino primitivo. Las células aplanadas originadas en el hipoblasto forman una membrana delgada: la membrana exocelómica (membrana de Heuser) la cual reviste la cara interna del citotrofoblasto y constituye el revestimiento del saco vitelino. Las células del hipoblasto que están en contacto con el epiblasto originan el endodermo.
- Epiblasto: Está formada por una capa de células altas y cilíndricas adyacentes a la cavidad amniótica. Las células epiblásticas originan a los amnioblastos que revisten a la cavidad amniótica que se encuentra por encima de la capa epiblástica. Las células del epiblasto  que están en contacto en el hipoblasto originan el mesodermo.

Estas capas juntas forman lo que se le conoce como el disco germinativo bilaminar.
- Datos: Q1335221